# 1610.
◄ | 16. stoljeće | 17. stoljeće | 18. stoljeće | ►
◄ | 1580-ih | 1590-ih | 1600-ih | 1610-ih | 1620-ih | 1630-ih | 1640-ih | ►
◄◄ | ◄ | 1607. | 1608. | 1609. | 1610. | 1611. | 1612. | 1613. | ► | ►►
Arhitektura • Astronomija • Glazba • Kazalište • Kiparstvo • Knjige • Književnost • Kršćanstvo • Medicina • Politika • Pravo • Promet • Slikarstvo • Znanost

## Događaji
- Galileo Galilej izradio teleskop, koji je tada prvi put upotrebeljen za astronomska promatranja.

## Smrti
- Nikola Vitov Gučetić, dubrovački plemić, filozof, političar i polihistor (* 1549.)
- 14. svibnja – Henrik IV., francuski kralj (* 1553.)
- 31. srpnja – Caravaggio, talijanski slikar (* 1573.)

## Vanjske poveznice
|  | Zajednički poslužitelj ima još gradiva o temi 1610. |